# ミュージック・グラフィティTV
ミュージック・グラフィティTV（ミュージック・グラフィティティーヴィ）は、スカパー!プレミアムサービスで放送している音楽専門チャンネル。電気通信役務利用放送事業者のアトス・ブロードキャスティングが運営している。視聴契約が必要な有料放送である。

## 沿革
- 1999年9月 - アトス・インターナショナル、ディレクTVにて「ミュージック・エア・グラフィティ」の放送を開始。
- 2000年 - ディレクTVのサービス終了に伴い、フォーバルテレコムがスカイパーフェクTV!（現・スカパー!プレミアムサービス）で委託放送事業者の認定を受ける（ミュージック・エア・グラフィティおよび「ホッカイドウ競馬チャンネル」、「ばんえい競馬チャンネル」、「地方競馬ダートグレードレースチャンネル」と合わせて1ch分）。
- 2001年
  - 4月16日 - スカパー!Ch.795「ダイナミック競馬」放送開始。ミュージック・エア・グラフィティは別にCh.351（委託放送事業者はアルファクス衛星放送）で放送開始。
  - 8月16日 - ミュージック・エア・グラフィティ放送終了。
  - 11月1日 - ダイナミック競馬、「MusicAirグラフィティ/ダイナミック競馬」にチャンネル名変更。ミュージック・エア・グラフィティとしては番組再開となる。
- 2002年
  - 5月10日 - アトス・ブロードキャスティング（アトス・インターナショナルの子会社）設立。
  - 7月 - アトス・ブロードキャスティング、フォーバルテレコムから放送事業者としての地位を承継。
- 2005年12月1日 - 「ミュージックグラフィティTV/keiba」にチャンネル名変更。
- 2006年4月1日 - 「懐かし音楽★グラフィティTV/keiba」にチャンネル名変更。ばんえい競馬がハッピー241に移行、残ったホッカイドウ競馬も無料放送になる。
- 2008年
  - 10月1日 - 「ハッピー241」休止に伴い、ばんえい競馬の放送を再開。
  - 12月1日 - 「子育て支援・サイエンスチャンネル」の休止に伴い、サイエンスチャンネルの放送を開始。競馬中継と同様に無料放送。
- 2009年5月1日 - サイエンスチャンネルが「Australia Network/サイエンスチャンネル」に移転し、本チャンネルが終日の放送となる。
- 2011年 - ばんえい競馬のみ、中継放送が一部有料となる。
- 2012年
  - 9月29日 - 「ミュージック・グラフィティTV」にチャンネル名変更し、同時にスカパー!プレミアムサービスHD ch.645での放送を開始（ただし標準画質での放送となる）。局名から「keiba」のタイトルが外れるが、競馬中継はそのまま継続する。
  - 12月1日 - スカパー!プレミアムサービス標準画質（Ch.795）の放送事業者がスカパー・ブロードキャスティングに変更。
- 2014年
  - 4月1日 - 地方競馬中継番組を「地方競馬ナイン」に移管。Ch.702と帯域を共用するため、競馬中継時（平日10:00 - 17:00）は放送を休止する。
  - 5月31日 - 標準画質（Ch.795）での放送を終了した。
- 2016年
  - 12月1日 - スカパー!プレミアムサービスの衛星一般放送事業者が、スカパー・ブロードキャスティングからスカパー・エンターテイメントに変更。

## 主な番組

### 音楽番組
1950年代から1980年代までの音楽を年代やジャンル別にカテゴリー分けした1時間番組「ミュージック・エア・グラフィティ」が編成の中心。これは開始当初から変わっていない。2009年5月からの放送時間拡大に伴い番組の種類が増えており、スタジオライブの特番が組まれる場合もある。
グラフィティTV（ミュージック・エア・グラフィティ）
懐かしい映像と共に年代ごとの流行歌を、テーマ別、ジャンル別に放送する。ただし、扱われる音楽については、きっちり年代ごとに区分されていない場合もある。例えば、1980年代の番組に1978年や1992年に発表された音楽が登場する事もある。また、朝6時および朝7時から放送される「モーニング・グラフィティ」も実質的には同一の番組である。
- 背景映像には過去の風景映像や流行したもの、日常生活用品などを放映している。ただし、映像は音楽と必ずしも関連性があるわけではなく、映像が扱っている懐かしい風物が音楽が発表された時代のものとも限らない。また、並行して字幕テロップで現在放送している曲を表示しているほか、音楽が発表された年代の当時の世相や出来事などをあわせて表示している。
- 背景映像としては風景やクラシックカー、列車や鉄道関連、玩具などが使われる事が多い。ただし、音楽発表当時を思わせる風景映像はその大半が写真（最後に協力した写真家などのテロップが出る事がある）であり、動画であっても写真が撮影された場所の最近の様子を同じ角度から撮影したものが使われている。また、同じ背景映像を使いながらも、年代や曲目が異なる番組を作る事もある。
- 字幕テロップで表示される音楽発表当時の世相や出来事は、1時間の中で概ね2回繰り返される。世相や出来事については簡潔に事実のみを伝える事が多いが、当時の世相についてのテロップ作成者の意見が加えられる事もある。また「世相や出来事」というよりは、その時代に流行した物事を分析的に長文で解説する場合もある。
- 当時のミュージシャンの動向について解説する場合もある。この場合は当該ミュージシャンの楽曲が多くなるが、テロップとは必ずしも同期しない。これはテロップが一巡した後の二巡目が別の曲になっているため。

（主なジャンル）
懐メロ大百科
フォーク大百科
歌謡曲
ニューミュージック
POP/ROCK
懐かしのPOPS
TSUTAYAサウンド・グラフィティ
バンドのライブセッションをドキュメント風に伝える番組。
マルベル堂昭和スター倶楽部
昭和を彩ったスターのブロマイドを楽曲と共に紹介する番組。
紙ジャケ天国!
アーティストごとに、名盤と言われたレコードの紙ジャケットと楽曲を紹介する番組。

## 過去に放送していた番組

### 競馬

#### ダイナミック競馬
- ホッカイドウ競馬やばんえい競馬を中心とした生中継を行っていた。競馬中継の時間帯は一部を除き無料放送。
- ばんえい競馬の中継は過去にも行われていたが、ばんえい競馬の中継がハッピー241に移行したため、その間は原則としてホッカイドウ競馬のみ（冬季休催期間などには他地区競馬を中継する場合もあった）となった。
- ハッピー241が放送を停止したため、2008年10月よりばんえい競馬の中継が再移行された。
- 2008年12月6日から2009年3月29日まではばんえい競馬中継の一部が709ch「エキサイティング・グランプリ」で放送され、2chを併用する放送体制となっていた。2009年4月以降は当チャンネルのみで中継放送を行っていた。
- 2011年度より、ばんえい競馬中継は一部時間帯が「ばんえい十勝競馬プレミアム」として有料放送となった。
- 2011年度は金沢競馬の中継を行った。
- 2014年4月より、地方競馬中継を地方競馬ナイン（701ch・702ch）に移行。ただし2014年5月までは移行措置として、当チャンネルでも標準画質795chのみで放送を継続する。

#### その他の競馬番組
クリック!地方ケイバ 〜地方競馬探検隊〜
全国の地方競馬やダートグレード競走の情報を中心に構成。制作は地方競馬全国協会（NAR）。無料放送。

### その他
サイエンスチャンネル
「子育て支援・サイエンスチャンネル」で放送していたサイエンスチャンネルの番組が一部移行し、主に15:00-20:00の時間帯が割り当てられ無料放送していた。詳細はサイエンスチャンネルの記事を参照。